# 알아흘리 SC (암만)
알아흘리(아랍어: النادي الأهلي الرياضي الأردني)는 암만을 연고로 하는 요르단의 축구단이다.

## 우승
- 요르단 프로리그 (8): 1947, 1949, 1950, 1951, 1954, 1975, 1978, 1979
- 요르단 FA컵 (1): 2015–16
- 요르단 슈퍼컵 (1): 2016

## 선수 명단

### 현역
참고: FIFA 자격 규정에 따라 소속된 국가대표팀 국기를 표시합니다. 선수는 복수의 FIFA 비회원국 국적을 가지고 있을 수 있습니다.
| 번호 | 포지션 | 국적         | 이름        |
| ---- | ------ | ------------ | ----------- |
| 25   | DF     | 코트디부아르 | 비비안 아시 |

| 번호 | 포지션 | 국적 | 이름 |
| ---- | ------ | ---- | ---- |

## 역대 감독
| 감독            | 임기 |
| --------------- | ---- |
| 비베르트 카가도 | 불명 |